# Armadillidium laconicum
Armadillidium laconicum is een pissebed uit de familie Armadillidiidae. De wetenschappelijke naam van de soort is voor het eerst geldig gepubliceerd in 1938 door Strouhal.